# Corydalis griffithii
Corydalis griffithii är en vallmoväxtart. Corydalis griffithii ingår i släktet nunneörter, och familjen vallmoväxter.

## Underarter
Arten delas in i följande underarter:
- C. g. griffithii
- C. g. salangensis